# Cattedrale di Fortrose

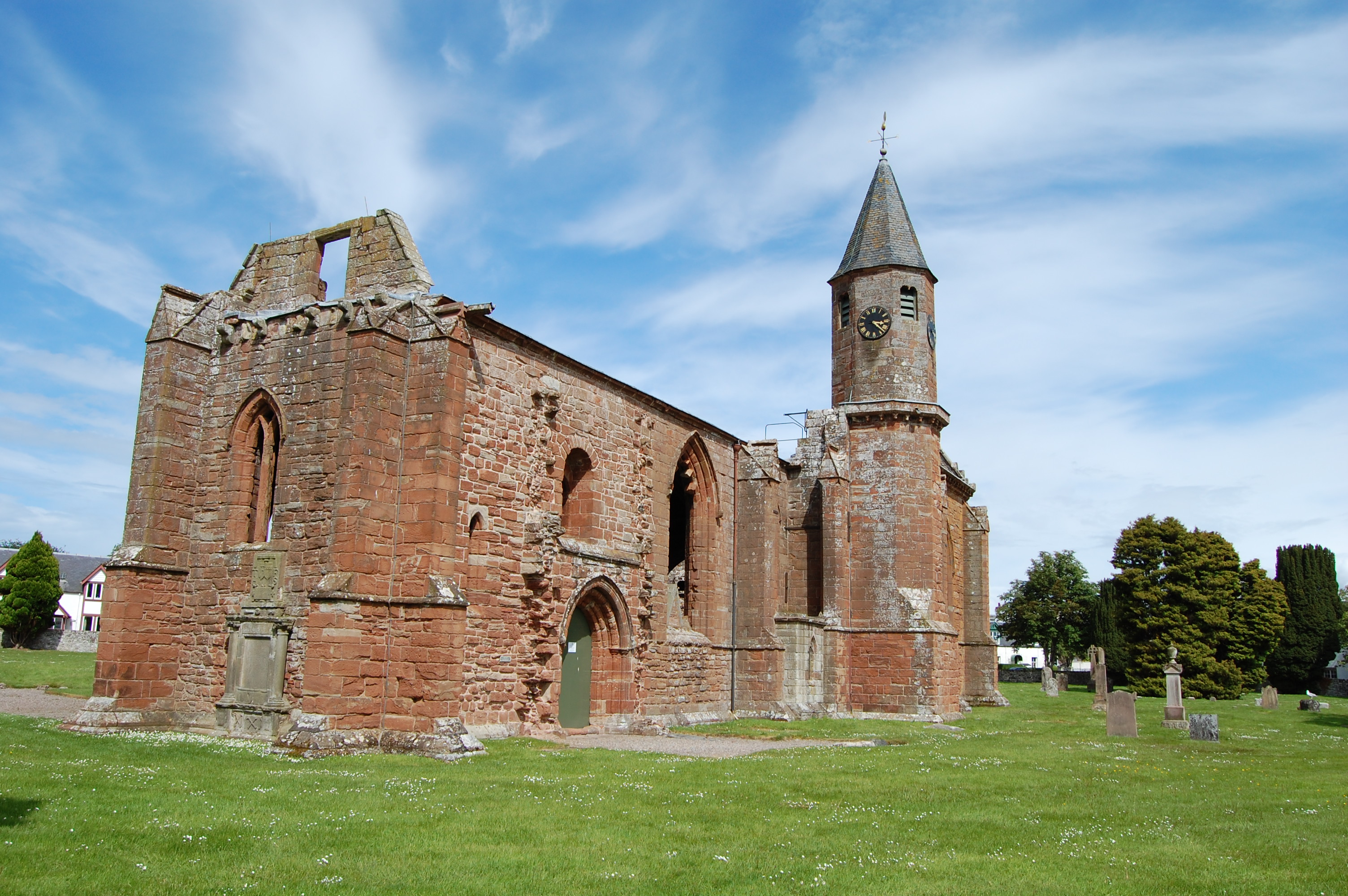
Le rovine della cattedrale di Fortrose

La cattedrale di Fortrose (in inglese Fortrose Cathedral) è uno storico edificio religioso in rovina della cittadina scozzese di Fortrose, nell'area di consiglio di Highland, realizzata tra la seconda metà del XIII secolo e il XIV-XV secolo e antica sede dei vescovi di Ross.
La struttura è classificata come edificio di categoria A.

## Storia
La cattedrale venne fondata dal vescovo Robert, dopo che ai vescovi di Ross venne concesso nel 1236 da papa Gregorio IX e negli anni cinquanta del XIV secolo da papa Alessandro IV di spostare la propria sede da Rosemarkie a Fortrose.
La costruzione dell'edificio venne completata probabilmente intorno al 1300. L'edificio originario era di dimensioni ridotte rispetto ad altre cattedrali medievali e misurava 185 piedi in lunghezza e 25 piedi in larghezza
Un'opera di ampliamento venne in seguito operata nel corso del XIV e del XV secolo, quando venne realizzata l'ala meridionale e aggiunta una torre.  Nel corso del XIV secolo, venne anche costruita nei pressi dell'edificio principale una cappella per volere di Eufemia, contessa di Ross e moglie di Alexander, il "lupo" di Badenoch.
Dopo la riforma protestante, l'edificio cadde progressivamente in rovina e il processo di decadimento venne accelarato a partire dal 1572, quando il tetto venne acquistato da Lord Ruthven.  Nel secolo successivo, vennero operate delle opere di restauro (nel 1615 e nel 1649 ca.), ma, nel corso della guerra civile inglese, i mattoni che componevano la navata vennero requisiti da Oliver Cromwell per costruire un forte a Inverness.
In seguito, l'area fu adibita a cimitero e la sagrestia e la sala capitolare vennero usate per le riunioni del locale consiglio comunale.
Tra il febbraio e il marzo del 1996 vennero intrapresi degli scavi sul sito ad opera degli studiosi della Kirkdale Archeology.

## Architettura
La struttura della cattedrale di Fortrose, realizzata in mattone rosso, ricorda quella della cattedrale di Elgin.
Le parti meglio conservate del complesso sono l'ala meridionale e la cappella quattrocentesca voluta da Eufemia, di cui nelle immediate vicinanze si trova la tomba. La parte più antica tuttora visibie è la sagrestia, risalentente al 1300 ca.
Nel cimitero attorno alla cattedrale, si trovano, tra l'altro, le tombe della famiglia Mackenzie di Seaforth, tra cui spicca il memoriale eretto in onore del generale Alexander Mackenzie.